# Aleurocybotus cereus
Aleurocybotus cereus là một loài côn trùng cánh nửa trong họ Aleyrodidae, phân họ Aleyrodinae.
Aleurocybotus cereus được Martin miêu tả khoa học đầu tiên năm 2005.